# Kościół Prezbiteriański w Ghanie
Kościół Prezbiteriański w Ghanie – ewangelicki kościół prezbiteriański zapoczątkowany w 1828 roku przez misjonarzy z Bazylei.
Pod koniec 2013 roku Kościół Prezbiteriański w Ghanie liczył 773 500 wiernych, oraz prowadził blisko 2000 szkół i uczelni. Także prowadzi 4 szpitale, 11 podstawowych programów zdrowotnych, 8 ośrodków zdrowia, 13 klinik, dwa koledże pielęgniarskie oraz zespół techniczny. 
Kościół jest członkiem Ogólnoafrykańskiej Konferencji Kościołów, Rady Chrześcijańskiej Ghany i Światowego Aliansu Kościołów Reformowanych.